# Spolek mladých
Spolek mladých (norsky De unges Forbund) je drama Henrika Ibsena z roku 1869. Žánrově se jedná o komedii, satirizující soudobé politické prostředí. Ibsen zde ostře kritizuje mladé, rádoby radikální liberály, kteří se s pomocí okázalých politických frází snaží dostat k moci. Jde o vůbec první Ibsenovo realistické společenské drama, které však pro svůj komplikovaný děj a přemíru postav ještě nedosahuje kvalit jeho pozdějších her.
Hra měla premiéru 18. října 1869 v divadle Christiania Theater v Oslu, krátce poté byla uvedena také v Kodani a ve Stockholmu. V Česku byla na jevišti uvedena poprvé a zatím naposledy roku 1912 v brněnském Divadle Na Veveří, v roce 1960 pak vznikla rozhlasová inscenace Československého rozhlasu v Brně s Rudolfem Krátkým v hlavní roli.

## Obsah
Hra se odehrává v kupeckém městě v jižním Norsku a je rozdělena do pěti dějství.
Ambiciózní, sebestředný advokát Stensgaard touží po úspěšné politické kariéře v maloměstě, kam se přestěhoval z Osla. Na slavnosti 17. máje (výročí norské nezávislosti) strhne přítomný dav svou plamennou řečí a oznámí založení nové politické strany – Spolku mladých. Během svého proslovu urazí místního majitele hutí, komořího Bratsberga, kterého označí za „strašidlo starých, zatuchlých časů.“ Bratsberg si však jeho poznámku vyloží jako namířenou vůči svému politickému protivníkovi, velkostatkáři Monsenovi, a rozhodne se tedy se Stensgaardem navázat přátelství.
Stensgaard je hostem v domě komořího a rozhodne se, z čisté vypočítavosti, začít se dvořit jeho dceři Thoře (předtím byla jeho vyvolenou Monsenova dcera Ragna). Dokonce vyhrožuje tiskaři Aslaksenovi likvidací jeho novin, pokud z chystaného vydání neodstraní Stensgaardovy nelichotivé výroky o komořím. Bratsberg však nakonec odhalí, že byl sám terčem Stensgaardovy kritiky, a příkře odmítne jeho žádost o Thořinu ruku. Stensgaard se záhy dozvídá, že Bratsbergovi hrozí bankrot, neboť jeho syn Erik se zapletl do podvodu (zfalšoval otcův podpis na směnce, aby získal peníze na své obchody s Monsenem). Stejně tak na Monsena si prý došlápla policie a věřitelé, proto Stensgaard raději přesměruje svůj zájem na bohatou vdovu paní Rundholmenovou.
Když však vyjde najevo, že Bratsbergovo postavení není nijak ohroženo, vzal by Stensgaard opět zavděk Thorou Bratsbergovou. To už však vyplouvají jeho pletichy na povrch a všechny tři ženy se zasnoubí s jinými muži. Zostuzený Stensgaard raději ihned opustí město. Statkář Lundestad však ostatní varuje před jeho návratem: „Jen pozor, pánové. Za deset patnáct let bude Stensgaard sedět ve sněmovně nebo ve vládě – a možná, že v obojím najednou.“

## Pozadí hry
Mnohé postavy mají svůj předobraz v reálných osobách nejen z oblasti politiky. Postava advokáta Stensgaarda byla inspirována mimo jiné norským ministerským předsedou Johanem Sverdrupem či spisovatelem Bjørnstjerne Bjørnsonem. Dokonce i samotný motiv hry vychází z události, kterou Ibsen sám v mládí prožil – do jeho rodného města Skien se přistěhoval Dán H. Bagger, který využil ve své (úspěšné) honbě za poslaneckým mandátem podobných metod jako Stensgaard.

## České překlady
České překlady:
- IBSEN, Henrik. Spolek mladých. Veselohra v pěti jednáních. Přeložil Alois Lucek. Praha: M. Knapp, 1891. Ochotnické divadlo, sv. 65.
- IBSEN, Henrik. Spolek mladých. Veselohra o pěti dějstvích. Přeložil Karel Vetter. Praha: J. Otto, 1911.
- IBSEN, Henrik. Spolek mladých. Veselohra o pěti dějstvích. Přeložila Božena Ehrmannová. Praha: Orbis, 1958. Hry lidového jeviště, sv. 54.
- IBSEN, Henrik. Spolek mladých. Veselohra o třech dějstvích. Přeložila Božena Ehrmannová. Upravil Jaroslav Beránek. Praha: Dilia, 1961.

## Česká uvedení
- Divadlo Na Veveří, Brno, premiéra: 31. 1. 1912, režie Alexander F. Třebovský[9]
- ČsRo Brno (rozhlasová inscenace), premiéra: 2. 3. 1960, režie Vladimír Vozák[10]